# Toutencourt
Toutencourt là một xã ở tỉnh Somme, vùng Hauts-de-France, Pháp.

## Địa lý
Thị trấn này có cự ly khoảng 14 dặm Anh về phía đồng bắc của Amiens, trên giao lộ đường D23 và D14.

## Dân số
| 1962                                                  | 1968 | 1975 | 1982 | 1990 | 1999 | 2007 |
| ----------------------------------------------------- | ---- | ---- | ---- | ---- | ---- | ---- |
| 424                                                   | 436  | 426  | 467  | 484  | 493  | 494  |
| Số liệu dân số từ năm 1962, dân số không tính hai lần |      |      |      |      |      |      |